# Takht-i-Bahi
Takht-i-Bahi is de ruïne van een voormalig boeddhistisch klooster uit de Gandhara periode in de Pakistaanse provincie Khyber-Pakhtunkhwa. De naam Takht-i-Bahi betekent zoiets als Watertroon in het Urdu. Het complex ligt op een heuvel met een waterbron.
Het klooster werd waarschijnlijk al in de 1e eeuw v.Chr. gesticht. De meeste gebouwen binnen het complex stammen uit de 6e en 7e eeuw.
Binnen het klooster is een stoepa te vinden met daaromheen 35 kleinere stoepa's.
In 1980 werd het complex, samen met de nabijgelegen ruïnestad Sahr-i-Bahlol, toegevoegd aan de Werelderfgoedlijst van UNESCO.
Fort Rohtas · Fort en Shalamar-tuinen in Lahore · Archeologische ruïnes van Mohenjodaro · Historische monumenten te Makli, Thatta · Taxila ·
Boeddhistische ruïnes van Takht-i-Bahi en aangrenzende stadsresten van Sahr-i-Bahlol
- Library of Congress Control Number: n84166018
- Nationale Bibliotheek van Israël: 987007555192405171
- Virtual International Authority File: 146634024